# Wahlen in Sambia 2001
Am 27. Dezember 2001 wurden allgemeine  Wahlen in Sambia abgehalten. Gewählt wurden der Präsident und die Nationalversammlung Sambias. Gewinner der Präsidentschaftswahl war Levy Mwanawasa, der allerdings nur 29,15 % der Stimmen erhielt. Seine Partei, das Movement for Multi-Party Democracy (MMD) wurde nach Mandaten stärkste Partei in der Nationalversammlung, verfehlte aber die absolute Mehrheit. Die Wahlen waren durch Unregelmäßigkeiten und Unzulänglichkeiten gekennzeichnet und von Betrugsvorwürfen überschattet.

## Vorgeschichte

### Chronische Wirtschaftskrise
Das 1990 gegründete MMD hatte seit dem Ende der 18-jährigen UNIP-Einparteinherrschaft im Jahr 1991 die Regierung Sambias gestellt. Präsident Sambias war seit 1991 der MMD-Pateivorsitzende Frederick Chiluba. Die Opposition gegen die UNIP-Herrschaft hatte sich wesentlich aus der Unzufriedenheit über die chronische wirtschaftliche Misere in Sambia gespeist und die Machtübernahme des MMD nach den Wahlen 1991 war mit großen Hoffnungen auf einen wirtschaftlichen Aufschwung begleitet gewesen. Diese Erwartungen wurden jedoch größtenteils enttäuscht. In den Jahren 1991–2002 wies Sambia ein mittleres jährliches Wirtschaftswachstum von unter 1 Prozent auf – der niedrigste Wert unter allen SADC-Staaten und niedriger als der Durchschnitt Subsahara-Afrikas (ohne Südafrika), wo das Wachstum bei 2,8 % jährlich lag. Da die Bevölkerung schneller wuchs als die Wirtschaft, sank das Pro-Kopf-Einkommen in dieser Zeitperiode um 2,1 Prozent. Sambia stieg außerdem im HDI-Index zwischen 1990 und 2001 von Platz 130 auf Platz 163 ab.

### Kontroverse um eine dritte Amtszeit Chilubas, Abspaltungen vom MMD

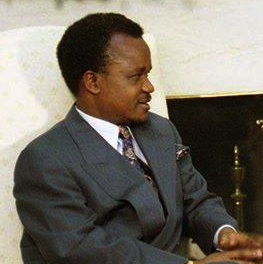
Frederick Chiluba, der ausgehende Präsident

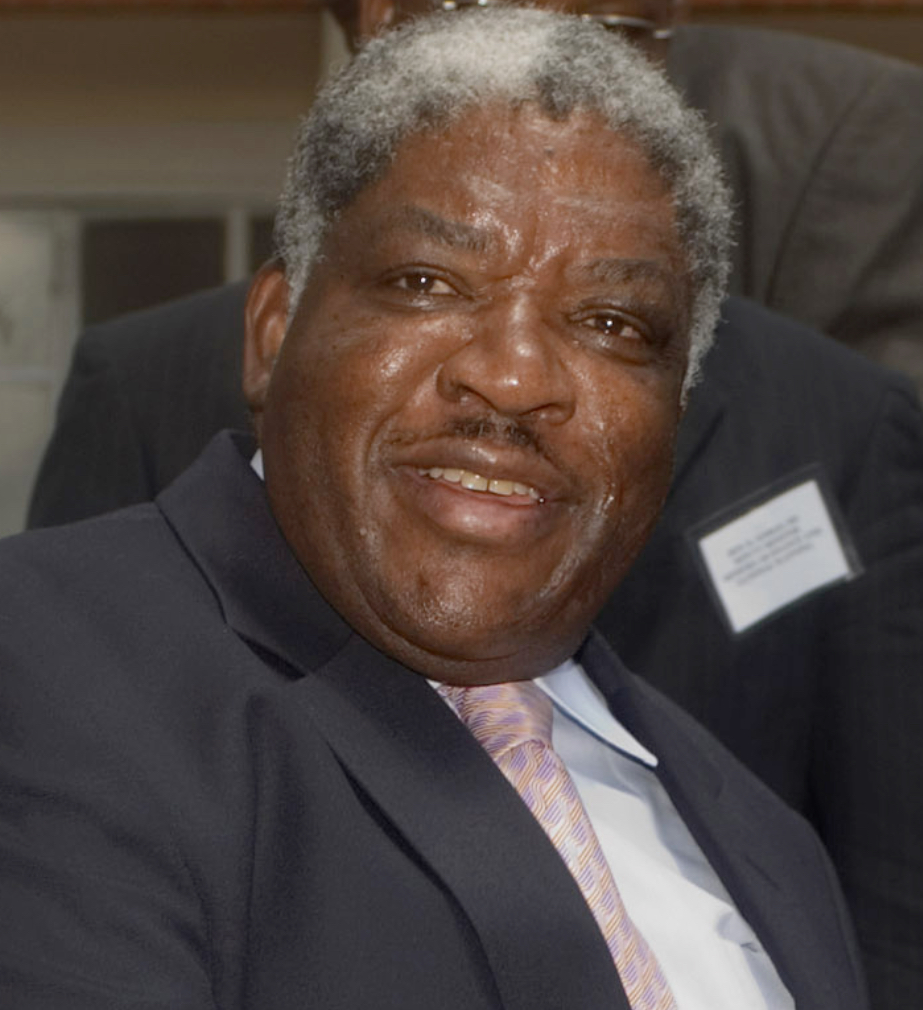
Levy Mwanawasa, Präsidentschaftskandidat des MMD

Bei den turnusmäßig anstehenden Wahlen 2001 konnte Präsident Chiluba nicht erneut kandidieren, da die Verfassung nur zwei Amtsperioden erlaubte. Allerdings gewannen politische Beobachter den Eindruck, dass Chiluba – obwohl er dies zu keinem Zeitpunkt öffentlich bekundete – auf eine Änderung der Verfassung hinarbeitete, die ihm eine dritte Amtszeit ermöglichen sollte. In diesem Bestreben stieß Chiluba jedoch auf den massiven Widerstand der Opposition und der sambischen Zivilgesellschaft. Zahlreiche Nichtregierungsorganisationen sprachen sich öffentlich entschieden gegen eine dritte Amtszeit Chilubas aus, und auch in der Nationalversammlung regte sich Widerstand. Auf dem Parteitag des MMD im April 2001 wurden 22 innerparteiliche hohe MMD-Funktionäre, darunter Vizepräsident Christon Tembo und Bildungsminister Godfrey Miyanda, die sich gegen eine dritte Amtszeit ausgesprochen hatten, aus der Partei ausgeschlossen und gründeten danach zwei neue Parteien, das Forum for Democracy and Development (FDD) unter Christon Tembo und die Heritage Party (HP) unter Godfrey Miyanda. Das FDD betonte von allen an der Wahl teilnehmenden Parteien am meisten die Notwendigkeit von institutionellen Reformen auf Regierungsebene (Beschränkung der Präsidentenmacht, vermehrte Kompetenzen für das Parlament, Korruptionsbekämpfung). Allerdings hatte es sich mit Vorwürfen auseinanderzusetzen, dass der Großteil seines Führungspersonals aus ehemaligen MDD-Spitzenpolitikern bestand, die damit mitverantwortlich für die Fehler der Vergangenheit seien. Godfrey Miyanda, Kandidat der Heritage Party, der 1994 bis 1997 sambischer Vizepräsident gewesen war, galt in der sambischen Öffentlichkeit als integre und unbestechliche Persönlichkeit, jedoch fehlte es seiner Partei an Organisation und Finanzmitteln. Außerdem wirkte sich seine militärische Herkunft als Ex-Brigadegeneral bei der Wählerschaft wohl eher negativ aus.
Am 5. Mai 2001 erklärte Chiluba schließlich im sambischen Fernsehen, dass er keine Ambitionen auf eine dritte Amtszeit habe, und am 23. August 2001 wurde Levy Patrick Mwanawasa durch das Exekutivkomitee der Partei als Präsidentschaftskandidat des MMD proklamiert. Die Auswahl des MMD-Präsidentschaftskandidaten hätte eigentlich nach den Parteistatuten durch einen nationalen Parteikongress erfolgen sollen. Die Umstände von Mwanawasas Kür führten einerseits zu Spekulationen, dass dieser von Chiluba ausgewählt und von diesem abhängig sei, und zum anderen zum Rücktritt und später Parteiaustritt des nationalen MMD-Parteisekretärs Michael Sata, der sich ebenfalls Hoffnungen auf die Nachfolge Chilubas gemacht hatte. Wenig später gründete Sata eine eigene Partei, die Patriotic Front, mit der er die eigene Präsidentschaftskandidatur betrieb. Ein weiterer Präsidentschaftskandidat war Benjamin Mwila, der seine politische Karriere ebenfalls im MMD begonnen hatte, aber dann auf Betreiben Präsident Chilubas als innerparteilicher Rivale im Frühjahr 2001 aus dem MMD ausgeschlossen worden war und danach im Februar 2001 die Zambia Republican Party (ZRP) als eigene politische Plattform gegründet hatte. Mit seinem Ruf eines reichen Geschäftsmannes wirkte er allerdings für die meisten Wähler wenig attraktiv.

### Weitere Parteien
Die beiden wichtigsten Parteien, die nicht als MMD-Abspaltung gegründet worden waren, waren die United Party for National Development (UPND), die im Dezember 1998 durch Anderson Mazoka, einen früheren Direktor des Bergbauunternehmens Anglo-American Corporation gegründet wurde. Die Wahlkampagne der UPND konzentrierte sich auf die Wirtschaftslage und argumentierte mit der wirtschaftlichen Erfahrung ihres Parteigründers und Spitzenkandidaten. Außerdem trat wieder die UNIP an, die die Wahlen 1996 boykottiert hatte und danach gar nicht in der Nationalversammlung vertreten war. Die UNIP wählte sich im April 2001 Tilyenji Kaunda, den Sohn von Ex-Präsident Kenneth Kaunda zum Spitzenkandidaten.
In den wirtschaftspolitischen Programmen und Vorstellungen unterschieden sich die großen Parteien relativ wenig. Alle, auch die UNIP, bekannten sich zur Marktliberalisierung und Politik der Privatisierung und keine Partei sprach sich für eine Rückkehr zum System der Plan- und Staatswirtschaft vor 1990 aus. Allerdings warfen sich die Parteien gegenseitig Inkompetenz in diesen Fragen vor.
| Kandidat/in               | Unterstützende Partei                        |
| ------------------------- | -------------------------------------------- |
| Tilyenji Kaunda           | United National Independence Party (UNIP)    |
| Gwendoline Konie          | Social Democratic Party (SDP)                |
| Anderson Mazoka           | United Party for National Development (UPND) |
| Inonge Mbikusita-Lewanika | Agenda for Zambia (AZ)                       |
| Godfrey Miyanda           | Heritage Party (HP)                          |
| Nevers Mumba              | National Citizens’ Coalition (NCC)           |
| Levy Mwanawasa            | Movement for Multi-Party Democracy (MMD)     |
| Benjamin Mwila            | Zambia Republican Party (ZRP)                |
| Michael Sata              | Patriotic Front (PF)                         |
| Yobert Shamapande         | National Leadership for Development (NLD)    |
| Christon Tembo            | Forum for Democracy and Development (FDD)    |

Die offizielle Wahlkampfkampagne begann am 22. November 2001, nach Verkündung des Wahltermins und endete am Wahltag.

## Wahlmodus, Wählerregistrierung
Der Präsident wurde in landesweiter Wahl gewählt. Gewählt war, wer mindestens die einfache Stimmenmehrheit erreichte. Ein zweiter Wahlgang war nicht vorgesehen. Die Abgeordneten der Nationalversammlung wurden in 150 Einzelpersonen-Wahlkreisen ebenfalls in einfacher Mehrheitswahl gewählt. Die letzte Wahlkreis-Neueinteilung hatte es im Jahr 1991 gegeben. Die Zahl der registrierten Wähler pro Wahlkreis war sehr unterschiedlich und bewegte sich zwischen minimal 5028 und maximal 61.438 (beide in der Provinz in Lusaka).
Der Wahltermin am 27. Dezember 2001 fiel in die Regenzeit, was zur Folge hatte, dass die Wege zu den Wahllokalen häufig schwer passierbar waren. Diese Umstände erschwerten auch die Verteilung von Stimmzetteln und anderen Wahlmaterialien. Die Wählerregistrierung hatte am 25. Juni 2001 begonnen, ging jedoch vor allem aufgrund mangelnder Ressourcen nur schleppend voran. Da die Regierung die Ergebnisse der letzten Volkszählung stark verzögert erst am 5. November 2001 bekanntgegeben hatte, blieb keine Zeit, die Wählerregistrierung zu komplettieren. Die sambische Wahlkommission war zuvor von etwa 3,65 Millionen theoretisch Wahlberechtigten ausgegangen. Die Volkszählungsergebnisse ließen jedoch eher 4,7 Millionen Wahlberechtigte vermuten. Letztlich blieben damit etwa eine Million Personen von der Wahl ausgeschlossen, da sie nicht registriert waren. Außerdem wurden Vorwürfe laut, dass die Regierung die Wähler-Registrierungen bevorzugt in bestimmten Regionen, wo das MMD stark war (z. B. der Provinz Luapula), vorangetrieben hatte. Es gab Vermutungen, dass sich viele potentielle Wähler nicht registrieren ließen, da sie mit einem sicheren Wahlsieg Chilubas rechneten. Letztlich waren nach Schätzungen im finalen Wahlregister nur etwa 55,5 % der theoretisch Wahlberechtigten erfasst.

## Ergebnisse

### Präsidentschaftswahl
Von den 2.604.761 registrierten Wählern gaben 1.771.335 (69,29 %) ihre Stimme ab. 33.375 Stimmen waren ungültig.

Wahlkreismehrheiten bei der Präsidentschaftswahl

| Kandidat                  | Partei | Stimmen   | Prozent  |
| ------------------------- | ------ | --------- | -------- |
| Levy Mwanawasa            | MMD    | 506.695   | 29,15 %  |
| Anderson Mazoka           | UPND   | 472.697   | 27,20 %  |
| Christon Tembo            | FDD    | 228.861   | 13,17 %  |
| Tilyenji Kaunda           | UNIP   | 175.898   | 10,12 %  |
| Godfrey Miyanda           | HP     | 140.688   | 8,10 %   |
| Benjamin Mwila            | ZRP    | 85.473    | 4,92 %   |
| Michael Sata              | PF     | 59.172    | 3,40 %   |
| Nevers Mumba              | NCC    | 38.860    | 2,24 %   |
| Gwendoline Konie          | SDP    | 10.253    | 0,59 %   |
| Inonge Mbikusita-Lewanika | AZ     | 9.882     | 0,57 %   |
| Yobert Shamapande         | NLD    | 9.481     | 0,55 %   |
| Gesamt                    | Gesamt | 1.737.960 | 100,00 % |

### Wahl zur Nationalversammlung
Es wurden 1.751.352 gültige Stimmen gezählt.

Wahlkreisgewinner bei der Wahl zur Nationalversammlung

| Partei | Partei                                       | Stimmen   | in %     | Mandate | in %    | Änderung zu 1996 |
| ------ | -------------------------------------------- | --------- | -------- | ------- | ------- | ---------------- |
|        | Movement for Multi-Party Democracy (MMD)     | 0.490.680 | 028,02 % | 069     | 046,0 % | ▼62              |
|        | United Party for National Development (UPND) | 0.416.236 | 023,77 % | 049     | 032,7 % | (neu)            |
|        | Forum for Democracy and Development (FDD)    | 0.272.817 | 015,58 % | 012     | 08,0 %  | (neu)            |
|        | United National Independence Party (UNIP)    | 0.185.535 | 010,59 % | 013     | 08,7 %  | ▲13              |
|        | Heritage Party (HP)                          | 0.132.311 | 07,55 %  | 04      | 02,7 %  | (neu)            |
|        | Zambia Republican Party (ZRP)                | 0.097.010 | 05,54 %  | 01      | 00,7 %  | (neu)            |
|        | Patriotic Front (PF)                         | 0.049.362 | 02,82 %  | 01      | 00,7 %  | (neu)            |
|        | Sonstige                                     | 0.048.066 | 02,74 %  | 0       | 00,7 %  | ▼9               |
|        | Unabhängige (IND)                            | 0.059.335 | 03,39 %  | 01      | 00,7 %  | ▼9               |
| Gesamt | Gesamt                                       | 1.751.352 | 100,00 % | 150     | 100,0 % | –                |

| Provinzen       | MMD | UPND | FDD | UNIP | HP | ZRP | PF | Parteilose | Gesamt |
| --------------- | --- | ---- | --- | ---- | -- | --- | -- | ---------- | ------ |
| Zentralprovinz  | 07  | 05   | 0   | 0    | 2  | 0   | 0  | 0          | 014    |
| Copperbelt      | 20  | 0    | 0   | 01   | 1  | 0   | 0  | 0          | 022    |
| Ostprovinz      | 01  | 0    | 05  | 12   | 1  | 0   | 0  | 0          | 019    |
| Luapula         | 13  | 0    | 0   | 0    | 0  | 0   | 0  | 1          | 014    |
| Lusaka          | 01  | 04   | 06  | 0    | 0  | 1   | 0  | 0          | 012    |
| Nordprovinz     | 20  | 0    | 0   | 0    | 0  | 0   | 1  | 0          | 021    |
| Nordwestprovinz | 03  | 09   | 0   | 0    | 0  | 0   | 0  | 0          | 012    |
| Südprovinz      | 01  | 18   | 0   | 0    | 0  | 0   | 0  | 0          | 019    |
| Westprovinz     | 03  | 13   | 01  | 0    | 0  | 0   | 0  | 0          | 017    |
| Gesamt          | 69  | 49   | 12  | 13   | 4  | 1   | 1  | 1          | 150    |

## Beurteilung der Wahl und weitere Entwicklung
Die Wahl wurde durch Mwanawasa mit 29,15 % der landesweiten Stimmen gewonnen. Dies entsprach 19,45 % der registrierten Wählerschaft. Nur in der Provinz Luapula gewann er mehr als 50 % der Wählerstimmen. In allen anderen acht Provinzen, selbst in der MMD-Hochburg Copperbelt, erhielt er weniger als 30 % und in der Hauptstadt Lusaka nur etwa 10 %. Der UPND-Kandidat Mazoka hatte seinen Schwerpunkt in der Südprovinz, wo er etwa 71 % der Stimmen erhielt, und erzielte auch in der West- und Nordwestprovinz annähernd 50 %. Das FDD war vor allem in der Hauptstadt Lusaka erfolgreich, wo sein Kandidat Tembo etwa 50 % der Stimmen gewann, außerdem in der Ostprovinz. In letzterer war auch die UNIP mit ihrem Kandidaten Kaunda schwerpunktmäßig vertreten. Die Ergebnisse reflektierten auch zum Teil die ethnische Diversität Sambias. Das MMD war vor allem in den Bemba-sprechenden Regionen stark, allerdings war ihr Präsidentschaftskandidat Mwanawasa kein Bemba-Sprecher. Tembo (FDD) und Kaunda (UNIP), die beide aus der Ostprovinz stammten, erhielten dort den Großteil ihrer Stimmen. Die UPND war vor allem bei den Lozi- und Tonga-Sprechern des Südens und Westens erfolgreich.
Von den nationalen und internationalen Beobachtern wurden die Wahlen übereinstimmend als mangelhaft durchgeführt und weder fair noch transparent beurteilt. Letztlich sei damit die Glaubwürdigkeit der ganzen Wahlen in Frage gestellt. Gelobt wurde allerdings der friedliche und weitgehend gewaltfreie Ablauf der Wahlen. Kritisiert wurde die Verteilung der Wahllokale, die eine sehr ungleiche Zahl von Wählern je Wahllokal zur Folge hatte. Die Verteilung der Stimmzettel und Wahlunterlagen verzögerte sich in einigen Regionen erheblich, so dass Wähler in langen Schlangen zum Teil bis in die Nacht vor den Wahllokalen anstehen mussten. Bei der Bekanntgabe der Wahlergebnisse im Staatsfernsehen seien bevorzugt die Ergebnisse der Regierungspartei berichtet worden, wie überhaupt die staatlichen Medien sehr ungleich vor allem über das MMD berichtet hätten. Mit der Bekanntgabe wurde schon begonnen, als in einigen Regionen die Wahl noch im Gang war. Wenn auch keine offensichtlichen Fälle von Wahlbetrug beobachtet wurden, wurde der sambischen Wahlkommission Intransparenz bei der Stimmenauszählung vorgeworfen.
Am 30. Dezember 2001 reichten die drei Oppositionsparteien UPND, HP und FDD eine  Petition beim Obersten Gericht Sambias ein, in der eine Verifizierung und Überprüfung der Wahlergebnisse gefordert wurde. Das Oberste Gericht erklärte sich für nicht zuständig, worauf es zu Protesten vor dem Gerichtsgebäude kam. Nach Verkündigung der vorläufigen amtlichen Endergebnisse wurde Levy Mwanawasa am 2. Januar 2002 als neuer Staatspräsident Sambias vereidigt.